# Rochers aux Oiseaux
Die Rochers aux Oiseaux (französisch, englisch Bird Rocks, auf deutsch mit der Bedeutung Vogelfelsen) sind eine kleine Gruppe von vier Felseninseln im äußersten Nordosten der Magdalenen-Inseln, rund zwanzig Kilometer ostnordöstlich der nächstgelegenen Brion Island in Kanada. Sie weisen im Grundriss eine Fläche von nur vier Hektar auf, wovon der Löwenanteil auf die im Südosten gelegene Hauptinsel Rocher aux Oiseaux entfällt. Letztere erreicht eine Höhe von 30 Metern über dem Meeresspiegel.
Neben der Hauptinsel ist noch der knapp 1200 Meter nordwestlich davon gelegene zweitgrößte Felsen Rocher aux Margaulx benannt.
Seit dem 29. März 1917 ist die Felsengruppe als Vogelschutzgebiet ausgewiesen. Das Schutzgebiet hat eine Fläche von insgesamt 649 Hektar und umfasst neben den Felsen somit auch 645 Hektar Meeresgebiet.